# هتل بزرگ تهران
هتل بزرگ تهران (با نام پیشین تهران گرند هتل، به انگلیسی: Tehran Grand Hotel) یک هتل ۴ ستاره لوکس با خدمات سطح بالا است که در خیابان ولی‌عصر شهر تهران در ایران قرار دارد. این هتل در سال ۱۳۵۵ افتتاح شد و تاکنون میزبان نشست‌های مقامات سیاسی ایرانی و خارجی بوده‌است. معماری و طراحی داخلی هتل ویژه است و از ابتدای فعالیت، هتل دارای برندینگ بوده‌است.

## تاریخچه و ویژگی‌ها
هتل بزرگ تهران در سال ۱۳۵۵ باز شده‌است. این هتل در سال ۱۳۹۵ بهسازی شد و با طراحی لوکس و امکانات مدرن‌تری بازگشایی شد. ساختمان هتل بزرگ تهران ۱۰ طبقه دارد که مجموعاً شامل ۲۴۰ اتاق می‌شود. موقعیت مکانی هتل بزرگ تهران نیز در خیابان ولی‌عصر تهران است و دسترسی مناسبی به بیمارستان‌ها و مراکز شهر دارد. همچنین کارکنان هتل به زبان‌های فارسی، آلمانی، فرانسوی و انگلیسی سخن می‌گویند.
این هتل همچنین یک رستوران کامل دارد و یک کافی‌شاپ و شیرینی‌فروشی نیز در کنار آن خدمت ارائه می‌کند. از ویژگی‌های دیگر این هتل داشتن سالن جلسات و کنفراس، سالن مراسم و جشن و مجموعه ورزشی استخر، سونا و جکوزی است.

## حواشی
در سال ۱۳۹۶ یک گروگانگیری در هتل بزرگ تهران رخ داد که پلیس تهران توانست عاملین گروگانگیری را دستگیر کند و در نهایت مسافر هتل آزاد شد.